# آشوتوش گواریکر
آشوتوش گواریکر (انگلیسی: Ashutosh Gowariker؛ زادهٔ ۱۵ فوریهٔ ۱۹۶۴) کارگردان، هنرپیشه و تهیه‌کننده اهل کشور هند است. وی از سال ۱۹۸۴ میلادی تاکنون مشغول فعالیت بوده‌است. از فیلم‌هایی که وی در آن نقش داشته است می‌توان به گاهی آره گاهی نه، معجزه، ما با زندگی خود بازی می‌کنیم، ونتیلاتور و هولی اشاره کرد.

## جوایز
وی همچنین برنده جوایزی همچون جوایز فیلم‌فیر شده است.